# San Marino RTV (rete televisiva)
San Marino RTV è un canale televisivo di San Marino edito dall’omonima azienda che trasmette documentari, film, contenuti per bambini e varietà.

## Storia
La fase sperimentale di trasmissione inizia il 24 aprile 1993 e termina il 28 febbraio 1994, con l'inizio delle trasmissioni ufficiali. Nel luglio 1995 l'emittente entra nell'Unione europea di radiodiffusione.
Il 13 giugno 2011 l'emittente cambia il suo nome in SMtv San Marino e inizia le sue trasmissioni via satellite tramite Sky Italia e Tivùsat.
Da novembre 2013 il canale torna a chiamarsi San Marino RTV.
L'11 ottobre 2014 il canale apre una sede a Roma con corrispondente Francesca Billotti.
Dal 22 dicembre 2016 San Marino RTV trasmette in alta definizione sul digitale terrestre, e dal 22 febbraio 2018 trasmette in HD anche da satellite.
Dal 20 ottobre 2021 il canale inizia a trasmettere su tutto il territorio italiano alla LCN 831 in definizione standard, all'interno del RAI Mux B. Dal 28 agosto 2024 il canale inizia a trasmettere su tutto il territorio italiano in HEVC SD.
Il 14 giugno 2025 San Marino RTV rinnova logo e grafiche, mentre dal 16 giugno seguente trasmette su DTT, Tivùsat e Sky alla LCN unificata 550 in HD.

## Programmi

### Informazione
- TG San Marino
- RTV News
- Newsroom
- Close Up

### Cultura
- Serenissima - Benvenuti a bordo
- La tivù che racconta
- Amarcord San Marino e dintorni
- Khorakanè
- Qualcosa di personale
- Alta Marea
- La casa della salute
- Una serata sul Titano

### Intrattenimento
- Terrazza Kursaal
- RSmagazine
- Professione Reporter
- coRTiV
- Coinè
- I talenti dei Castelli
- Generazione Z
- Una voce per San Marino
- San Marino Song Contest
- Miss Italia 2025

### Sport
- C vediamo il lunedì

## Collaboratori e conduttori
- Pippo Baudo
- Luca Caprara
- Massimo Caviglia
- Maurizio Costanzo
- Italo Cucci
- Giancarlo Dotto
- Sonia Grassi
- Checco Guidi
- Paolo Mieli
- Rafael Nunez
- Luciano Onder
- Eraldo Pecci
- Viktoria Polishchuk
- Fabrizio Raggi
- Gherardo Resta
- Paolo Rondinelli
- Davide Rondoni
- Silvia Sacchi
- Luigi Sartini
- Dario Vergassola
- Luca Zingaretti
- Dario Fabbri

## Loghi

28 febbraio 1994 - 13 giugno 2011
13 giugno 2011 - novembre 2013
novembre 2013 - 1º febbraio 2021
1º febbraio 2021 - 14 giugno 2025
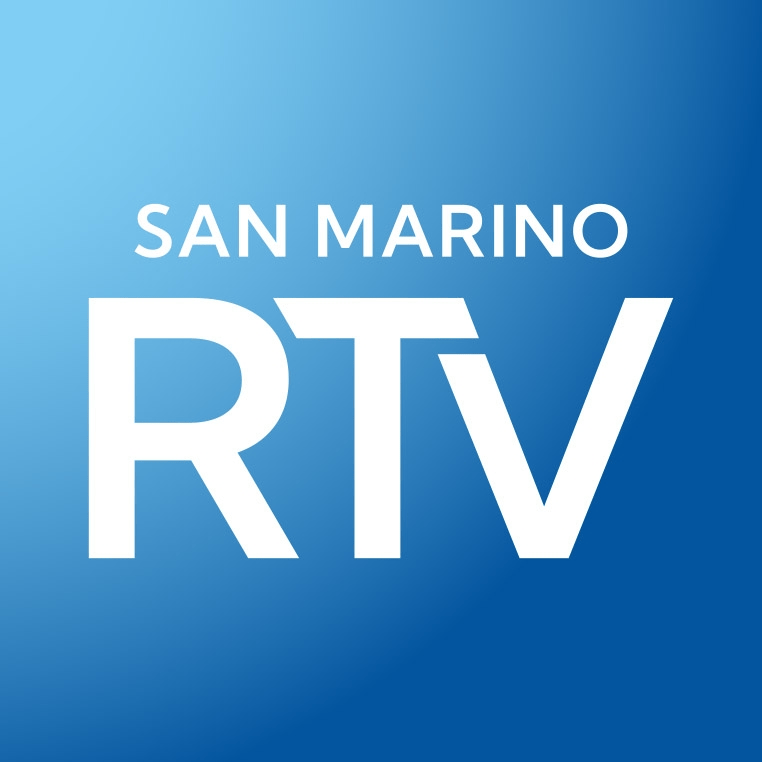
In uso dal 14 giugno 2025